# The Best Of Absolute Music 13-14-15
The Best Of Absolute Music 13-14-15 er en kompilation i serien Absolute Music udgivet i 1999. Albummet består af 32 sange fra Absolute Music 13, Absolute Music 14 og Absolute Music 15.

## Sangliste*

### Cd 1
1. En Vogue – "Don't Let Go"
2. Thomas Helmig – "Groovy Day"
3. Hanson – "MMMBop"
4. The Cardigans – "Lovefool"
5. Spice Girls – "Wannabe"
6. White Town – "Your Woman"
7. OMC – "How Bizarre"
8. Pet Shop Boys – "Se A Vida É"
9. Los Umbrellos – "No Tengo Dinero"
10. Robyn – "Show Me Love"
11. Sko/Torp – "I Ain't Got Too Many Problems"
12. Peter André feat. Bubbler Ranx – "Mysterious Girl"
13. Me & My – "Waiting"
14. Mark Morrison – "Horny"
15. The Beautiful South – "Rotterdam (Or Anywhere)"
16. Meredith Brooks – "Bitch"

### Cd 2
1. The Verve – "Bitter Sweet Symphony"
2. Eternal feat. Bebe Winans – "I Wanna Be The Only One"
3. Olive – "You're Not Alone"
4. Robin Cook – "I Wont Let The Sun Go Down"
5. R.E.M. – "Bittersweet Me"
6. Juice – "Best Days"
7. Soultans – "I Heard It Through The Grapevine"
8. Donna Lewis – "I Love You Always Forever"
9. Gary Barlow – "Love Won't Wait"
10. Tiggy – "Ring A Ling"
11. Alisha's Attic – "I Am, I Feel"
12. Michael Learns To Rock – "Paint My Love"
13. Jamie Walters – "Reckless"
14. The Brand New Heavies – "Sometimes"
15. Hanne Boel – "Broken Angel"
16. Enigma – "Beyond The Invisible"

- Sangrækkefølgen er ikke nødvendigvis i overensstemmelse med cd'en